# Patrick Diter
Patrick Diter (/patʀik ditɛʀ/) est un chef d'entreprise français né en 1957 à Montreuil. Il est le propriétaire de la villa Diter située à Grasse, dans les Alpes-Maritimes.
De 2005 à 2011, Patrick Diter construit, sur son domaine de Saint-Jacques-du-Couloubrier à Grasse une villa de 3 000 m2 à l'architecture renaissante italienne.
Patrick Diter est accusé par ses voisins d'avoir construit la Villa Diter sans en avoir eu la permission par la mairie de Grasse.

## Biographie

### Origine et jeunesse
Patrick Diter naît à Montreuil (93100) dans la banlieue parisienne en 1957,. Il passe son enfance à Rosny-sous-bois. Son père est vétéran de la Guerre d’Indochine,  et sa mère est atteinte d'épilepsie. Patrick Diter est fils unique.  
Le jeune Diter, analphabète, abandonne l’école à l’âge de six ans pour subvenir aux besoins de sa famille. Il revend en gros toute sorte d’objets trouvés dans la rue : cartons, caisses de bois, vieux linges, bouteilles de champagne etc,. Adolescent, Patrick Diter vend et pose des judas au porte-à-porte. Dans le même temps, il s'improvise antiquaire en se spécialisant dans les horloges comtoises.il prend des cours de sculpture et de peinture et expose à partir de 1990 à Paris et à Cannes. 

### Âge adulte
En 1981, à l'âge de 24 ans, Patrick Diter se lance dans l'immobilier en possession[pas clair] d'un appartement à Pontault-Combault, en Seine-et-Marne. Il achète une maison vers Montereau-Fault-Yonne, un appartement à Fontainebleau et plusieurs restaurants à Montpellier. Ces activités immobilières l'enrichissent : il quitte la région parisienne pour Cannes, sur la Côte d’Azur,.
En 1998, Patrick Diter se met en couple avec Monica, une hôtesse de l’air lombarde qui lui fait découvrir l'Italie,. Après avoir cherché à s'installer en Toscane, le couple Diter s’établit à Grasse en 1999 sur le domaine de Saint-Jacques-du-Couloubrier.

### Vie privée
Patrick Diter a trois  filles : la première prénommée Joy, issue d’une première union, et la seconde prénommée Lou-Adèle, née en 2000, et troisième Ornella Cécile  Diter qui a née  à 2019

## Histoire de la Villa Diter

### Rachat du domaine de Saint-Jacques du Couloubrier
Le 9 mars 2000, Patrick Diter rachète le domaine de Saint-Jacques du Couloubrier à Grasse pour 8 millions de francs (soit 1,2 million d’euros). La propriété, située à l’ouest de la ville, s'étend sur une dizaine d'hectares. Les bâtiments sont en ruines et des squatteurs occupent les lieux. L'industriel et patron de presse Jean Prouvost en était le propriétaire de 1964 et 1975, avant que les lieux ne soient abandonnés à partir de 1978. La Villa Diter trouve son origine dans la bastide principale du domaine. En 2001, Patrick Diter revend les quatre cinquièmes du domaine de Saint-Jacques du Couloubrier à Caroline et Stephen Butt, un couple franco-britannique, pour trois millions d’euros, et, en mars 2004, Patrick Diter vend son ancienne maison située à Cannes. Diter dispose dès lors de fonds suffisants pour démarrer la construction d'une villa au style Renaissance italienne sur sa propriété.

### Construction de la Villa Diter
En 2005, Patrick Diter commence les travaux de la Villa Diter sans plan préétabli: la construction de l'édifice est guidée par son imagination. Il supervise tous les jours deux équipes de chantier : une équipe de jour et une de nuit. Une route de 650 mètres menant à la villa est creusée au milieu d’une forêt. Les travaux prennent fin en 2011 . Cette villa fait 3000m² et peut loger jusqu’à trente-six personnes à l'occasion de célébrations ou de réunions professionnelles. 

#### Composition de la Villa Diter
La Villa Diter comprend vingt-deux chambres, sept suites hôtelières, plusieurs salons de réception, un salon des curiosités, un cloître, un pigeonnier, une tourelle, un pavillon mauresque, une galerie à colonnades, un templion à coupelle, deux héliports, des jardins, une piscine extérieure et des statues ,. Patrick Diter a fait par ailleurs ajouter des arbres et des vignes autour de sa villa. La superficie de celle-ci a permis d’accueillir jusqu’à deux mille personnes lors de célébrations et d’organiser des opéras gratuits durant la pandémie de Covid-19.  

### Prix de la Villa Diter
Le coût de la Villa Diter est aujourd’hui estimé par le fisc à cinquante-sept millions d’euros, pour une construction ayant coûté trente trois millions d’euros.

## Affaire judiciaire de la Villa Diter

### Origines
Après l’acquisition du domaine de Saint-Jacques du Couloubrier situé dans le quartier Saint-Jacques à Grasse, Patrick Diter entreprend des travaux de construction ininterrompus sur sa propriété, ce qui gêne ses voisins : les Butt, couple franco-anglais voisin de Patrick Diter, reprochent à celui-ci de rompre la tranquillité du lieu. À l'été 2005, un incident a lieu : un engin de chantier mobilisé à la construction de la Villa Diter heurte un des murs de la propriété du couple voisin Sohn,,. 
Par ailleurs, afin de financer la construction de sa villa, Patrick Diter organise chez lui, à partir de 2010, des mariages, des tournages de séries télévisées et des défilés de mode. Ces réceptions provoquent des nuisances sonores qui importunent le voisinage : une des voisines, enceinte, se plaint d’insomnies causées par les soirées tardives à la Villa Diter.
En définitive, plusieurs voisins s’indignent de l'attitude de Patrick Diter et signent une pétition : l'affaire est peu à peu médiatisée.

### Déroulement de l'affaire

#### Débuts de l'affaire
En 2008, la justice est saisie par plusieurs voisins de Patrick Diter : le couple Butt, milliardaires anglais, et le couple Sohn. En 2013, ceux-ci déposent une plainte contre Patrick Diter pour les nuisances sonores causées par les travaux de la Villa Diter qui en outre modifieraient, selon eux, le paysage et causeraient des inondations dans un village voisin en raison de l'élargissement, décidée unilatéralement par Patrick Diter, d'une route menant à la Villa Diter.

#### Poursuite de l'affaire
Deux audiences ont eu lieu au tribunal correctionnel de Grasse en mai 2016 et avril 2017. Le 29 juin 2017, le tribunal ordonne la destruction, pour extension non autorisée, de la Villa Diter dans un délai de dix mois. Le 25 mars 2019, la cour d'Appel d'Aix-en-Provence confirme la décision rendue par le tribunal correctionnel de Grasse : Patrick Diter a bien construit la demeure sans autorisation administrative officielle. La construction de la villa est par conséquent illégale et la route permettant d'y accéder a été creusée dans une zone boisée classée,. 
En décembre 2019, Patrick Diter se pourvoit en Cassation et il est confirmé que la Villa Diter doit être démolie dans un délai de dix-huit mois, à compter du 8 décembre 2020, pour retrouver son état d'origine, soit l'équivalent de la bastide. 
Patrick Diter échappe à une peine de 3 ans de prison avec sursis. En revanche, lui et ses deux sociétés civiles immobilières doivent payer une amende de 450 000 euros. Si le domaine n’est pas démoli au bout des 18 mois ordonnés par la Cour de Cassation, Patrick Diter sera contraint de payer une amende de 500 euros par jour de retard, le montant le plus élevé autorisé par la loi.
Patrick Diter avoue avoir ignoré de multiples injonctions municipales et préfectorales, et plusieurs procès-verbaux.

#### Situation actuelle de l'affaire
L'avocat de Patrick Diter, Philippe Soussi, souhaite continuer la bataille juridique et envisage de saisir la Cour européenne des droits de l'Homme. Selon lui, la Villa Diter ne peut être détruite. 